# GPER1
GPER1 (англ. G protein-coupled estrogen receptor 1) – білок, який кодується однойменним геном, розташованим у людей на короткому плечі 7-ї хромосоми. Довжина поліпептидного ланцюга білка становить 375 амінокислот, а молекулярна маса — 42 248.
| 10         |  | 20         |  | 30         |  | 40         |  | 50         |
| ---------- |  | ---------- |  | ---------- |  | ---------- |  | ---------- |
| MDVTSQARGV |  | GLEMYPGTAQ |  | PAAPNTTSPE |  | LNLSHPLLGT |  | ALANGTGELS |
| EHQQYVIGLF |  | LSCLYTIFLF |  | PIGFVGNILI |  | LVVNISFREK |  | MTIPDLYFIN |
| LAVADLILVA |  | DSLIEVFNLH |  | ERYYDIAVLC |  | TFMSLFLQVN |  | MYSSVFFLTW |
| MSFDRYIALA |  | RAMRCSLFRT |  | KHHARLSCGL |  | IWMASVSATL |  | VPFTAVHLQH |
| TDEACFCFAD |  | VREVQWLEVT |  | LGFIVPFAII |  | GLCYSLIVRV |  | LVRAHRHRGL |
| RPRRQKALRM |  | ILAVVLVFFV |  | CWLPENVFIS |  | VHLLQRTQPG |  | AAPCKQSFRH |
| AHPLTGHIVN |  | LAAFSNSCLN |  | PLIYSFLGET |  | FRDKLRLYIE |  | QKTNLPALNR |
| FCHAALKAVI |  | PDSTEQSDVR |  | FSSAV      |  |            |  |            |

A: Аланін

C: Цистеїн

D: Аспарагінова кислота

E: Глутамінова кислота

F: Фенілаланін

G: Гліцин

H: Гістидин

I: Ізолейцин

K: Лізин

L: Лейцин

M: Метіонін

N: Аспарагін

P: Пролін

Q: Глутамін

R: Аргінін

S: Серин

T: Треонін

V: Валін

W: Триптофан

Кодований геном білок за функціями належить до рецепторів, g-білокспряжених рецепторів, білків внутрішньоклітинного сигналінгу. 
Задіяний у таких біологічних процесах, як апоптоз, імунітет, вроджений імунітет, запальна відповідь, клітинний цикл, диференціація клітин, нейрогенез, ацетилювання. 
Локалізований у клітинній мембрані, цитоплазмі, цитоскелеті, ядрі, мембрані, мітохондрії, клітинних контактах, ендоплазматичному ретикулумі, клітинних відростках, цитоплазматичних везикулах, апараті гольджі, синапсах, ендосомах.